# Abbeville County
Abbeville County är ett administrativt område i delstaten South Carolina, USA. År 2010 hade countyt 25 417 invånare. Den administrativa huvudorten (county seat) är Abbeville. 

## Geografi
Enligt United States Census Bureau så har countyt en total area på 1 323 km². 1 315 km² av den arean är land och 8 km² är vatten. 

### Angränsande countyn
- Greenville County - nord
- Anderson County, South Carolina - nord
- Laurens County, South Carolina - nordöst
- Greenwood County, South Carolina - öst
- McCormick County - sydöst
- Elbert County, Georgia - väst